# João Donato
João Donato de Oliveira Neto (Rio Branco, 17 de agosto de 1934 – Rio de Janeiro, 17 de julho de 2023) foi um pianista, acordeonista, arranjador, cantor e compositor brasileiro.
Donato conviveu com diversos expoentes do movimento bossanovista, como João Gilberto, Tom Jobim, Vinícius de Moraes e Johnny Alf, entre outros, mas nunca foi caracterizado unicamente como tal, e sim um músico muito criativo e que promove fusões musicais, de jazz e música latina, entre tantos outros. Na década de 1950, João Donato se mudou para os Estados Unidos onde permaneceu durante treze anos, e nesse mesmo período ele realizou o que nunca tinha conseguido no Brasil: reincorporar a musicalidade afro-cubana ao jazz. Gravou o disco A Bad Donato e compôs músicas como "Amazonas", "A Rã" e "Cadê Jodel". Retornou então ao Brasil já na década de 60, onde reencontrou a música brasileira que estava sendo feita no país, mas não abandonou sua paixão pela fusão entre o jazz e ritmos caribenhos. Como arranjador participou de discos de grandes nomes da MPB como Gal Costa e Gilberto Gil.
Entre as composições mais conhecidas do músico, estão: "Amazonas", "Lugar Comum", "Simples Carinho", "Até Quem Sabe" e "Nasci Para Bailar". Segundo o crítico musical Tárik de Souza: "Durante muito tempo, João Donato foi um mito das internas da MPB. Gênio, desligado, louco, de tudo um pouco".

## Biografia
Filho de um capitão da polícia militar do Acre e primeiro aviador do Acre, João Donato de Oliveira Filho e Euthália Pacheco da Cunha, nasceu em Rio Branco no dia 17 de agosto de 1934, mas onze anos depois sua família mudou-se para o Rio de Janeiro. Desde cedo demonstrou ter mais intimidade com a música, aos cinco anos já tocava acordeão.
João Donato nasceu em uma família musical, seu pai que era piloto de avião, nas horas vagas tocava bandolim. A mãe cantava e a irmã mais velha, Eneyda, pretendia ser concertista de piano. O caçula, Lysias, pendeu para as letras e se tornaria o principal parceiro nas composições com Donato. Assim, Donato cresceu entre o treino de escalas realizado pela irmã Eneyda junto ao piano e as aulas que recebia do sargento da banda militar.
O primeiro instrumento de João foi o acordeão, no qual, aos oito anos, compôs sua primeira canção, a valsa "Nini". Antes de completar 12 anos, o pai presenteou-lhe com acordeões de 24 e 120 baixos. Em 1945, Donato pai foi transferido, e a família deixou Rio Branco rumo ao Rio de Janeiro.
Em pouco tempo, passou a frequentar o circuito musical das festas de colégios da Tijuca e adjacências. Tentou a sorte no programa de Ary Barroso. Intransigente, Ary rodou o tabuleiro da baiana e sequer quis escutá-lo, sob a alegação de que "não gostava de meninos-prodígio".
Ao profissionalizar-se, em 1949, aos quinze anos, Donato já havia participado das jam sessions realizadas na casa do cantor Dick Farney e no Sinatra-Farney Fã Club, do qual era membro. Johnny Alf, Nora Ney, Dóris Monteiro, Paulo Moura e até Jô Soares, no bongô, estavam entre os componentes destas jams.
Na primeira gravação em que participa, como integrante da banda do flautista Altamiro Carrilho, Donato tocou acordeão nas duas faixas do 78 RPM: "Brejeiro", de Ernesto Nazareth, e "Feliz aniversário", do próprio Altamiro. Pouco depois, migrou para o grupo do violinista Fafá Lemos, como suplente de Chiquinho do Acordeom.

### Década de 1950
Durante este período frequentou o Sinatra-Farney Fã Clube, no bairro da Tijuca, zona norte carioca, que durou apenas 17 meses, considerado por muitos estudiosos como uma escola para toda a geração que mais tarde criaria a bossa nova.
Em 1951, com apenas dezessete anos, namorou Dolores Duran, que tinha 21. O romance gerou polêmicas e preconceitos a época, por ela ser mais velha que ele. Após um tempo, João resolveu se separar dela por causa das brigas da família do casal. Assim, em 1959, ele a deixou e foi morar nos Estados Unidos.
A partir de 1953, agora como pianista, Donato passou a comandar suas próprias formações instrumentais,– Donato e seu Conjunto, Donato Trio, o grupo Os Namorados – com quem lançou, em 78 RPM, versões instrumentais para standards da música americana (como "Tenderly", sucesso de Nat King Cole) e brasileira (como "Se acaso você chegasse, do sambista gaúcho Lupicinio Rodrigues).
Três anos depois, a Odeon escalou um iniciante para fazer a direção musical de "Chá Dançante" (1956), primeiro LP de Donato e seu conjunto. Antônio Carlos Jobim fez a seleção musical do disco de João Donato. O repertório escolhido por Tom Jobim foi: "No rancho fundo" (Lamartine Babo – Ary Barroso), "Carinhoso" (Pixinguinha – João de Barro), "Baião" (Luiz Gonzaga – Humberto Teixeira), "Peguei um ita no norte" (Dorival Caymmi).
Em seguida, Donato passou uma temporada de dois anos na cidade de São Paulo. Quando volta ao Rio de Janeiro, a bossa nova estava deflagrada. Ainda em 1958, gravou "Minha saudade" e "Mambinho", em parceria com João Gilberto.
A convite de Nanai (ex-integrante do grupo Os Namorados) parte, no dia 24 de outubro de 1949, para uma temporada de seis semanas em um cassino Lake Tahoe (Nevada) Donato adaptou as influências do jazz com a música do Caribe, como integrante das orquestras de Mongo Santamaría, Johnny Martinez, Cal Tjader e Tito Puente. E excursionou com João Gilberto pela Europa.

### Década de 1960
Em 1962 regressou ao Brasil e concebeu dois clássicos da música instrumental brasileira – "Muito à vontade" (1962) e "A Bossa muito moderna de João Donato" (1963), ambos pela Polydor. As canções foram relançadas no começo dos anos 2000 em CD pela Dubas. com Donato ao piano, Milton Banana na bateria, Tião Neto no baixo e Amaury Rodrigues, na percussão.
Sobre "Muito à vontade", o jornalista Ruy Castro escreveu, por ocasião de seu relançamento em CD: "foi o seu primeiro disco ao piano e o primeiro mesmo para valer, com nove de suas composições entre as 12 faixas (...). Donato, que estava morando nos Estados Unidos durante a explosão da Bossa Nova, era uma lenda entre os músicos mais novos - para alguns, pelas histórias que ouviam, ele devia ser algo assim como o curupira ou a cobra d'água. Este disco abriu-lhes novos horizontes e devolveu Donato a um movimento que ele, sem saber, ajudara a construir". Estão lá "Muito à vontade", "Minha saudade", "Sambou, sambou", "Jodel".
"A Bossa muito moderna" introduz mais alguns temas originalmente instrumentais que, muitos anos depois, se tornariam obrigatórios em qualquer cancioneiro da MPB. Entre elas "Índio perdido", que viraria "Lugar comum", ao receber letra de Gilberto Gil. Gil também foi parceiro nos versos que transformariam "Villa Grazia" em "Bananeira". Já "Silk Stop" é o tema original sobre o qual Martinho da Vila escreveria "Gaiolas Abertas". A influência da música cubana é evidente em "Bluchanga", dos tempos em que Donato tocava com Mongo Santamaría.
Donato mudou-se mais uma vez para os Estados Unidos e lá permaneceria por quase uma década. Trabalhou com Nelson Riddle, Herbie Mann, Chet Baker, Cal Tjader, Bud Shank, Armando Peraza, etc. Formou, ao lado de João Gilberto, Jobim, Moacir Santos, Eumir Deodato, Sergio Mendes e Astrud Gilberto, o time dos que tornaram o Brasil de fato reconhecido internacionalmente por sua música.
"Piano of João Donato: The new sound of Brazil" (1965) e "Donato/Deodato" (1973) saíram respectivamente pela RCA e Muse Records, mas permanecem fora do catálogo no Brasil. Mas o disco que melhor representa a segunda temporada americana é "A Bad Donato" (1970), feito para  o selo Blue Thumb, da Califórnia, e relançado em CD pela Dubas. Gravado em Los Angeles, "A Bad Donato" condensa funk, psicodelia, soul music, sons afro-cubanos, jazz fusion. Um Donato dançante, repleto de groove e veneno sonoro – antenadíssimo com o experimentalismo do sonho californiano - , considerado um dos 100 maiores discos da música brasileira pela Revista Rolling Stone. 

### Década de 1970
No Natal de 1972, Donato foi ao Rio de Janeiro e à casa do compositor Marcos Valle, onde encontrou o cantor Agostinho dos Santos, que sugeriu a Donato letrar suas criações instrumentais. Sendo assim, alguns temas de Donato ganharam letras e ganharam contornos de canção popular. Valle convidou-o a gravar um novo disco no Brasil, com o repertório formado a partir deste novo cancioneiro. O episódio é contado por Donato: "Eu ia gravar instrumental dentro de alguns dias e o Agostinho dos Santos falou: ‘Vai gravar tocando piano de novo? Todo mundo já ouviu isso. Se fosse você, eu gravaria cantando".  A partir deste momento Donato deixou de ser integrante exclusivo da seara instrumental e entrou para a MPB. Além de Gil, Martinho e Lysias, Chico Buarque, Caetano Veloso, Cazuza, Arnaldo Antunes, Aldir Blanc, Paulo César Pinheiro, Ronaldo Bastos, Abel Silva, Geraldo Carneiro e até o poeta Haroldo de Campos e o fonoaudiólogo e escritor Pedro Bloch tornaram-se parceiros de João.
O disco "Quem é quem", lançado pela Odeon, em 1973 traz as canções "Terremoto", "Chorou, chorou" (ambas com letra de Paulo César Pinheiro"), "Até quem sabe" (com Lysias), "Cadê Jodel?" (com Marcos Valle). Até Dorival Caymmi manda uma canção inédita, "Cala a boca, Menino". Em carta enviada a João Gilberto, em 13 de setembro de 1973, Donato não escondeu o entusiasmo: "É o meu melhor trabalho em discos até o momento, tendo-se em conta o tempo que demorou, o que demonstra o máximo cuidado com que tudo aconteceu. E o resultado é um disco que eu simplesmente acho adorável". Também foi considerado um dos 100 melhores discos de todos os tempos pela Revista Rolling Stone. [carece de fontes?] Em 2008 "Quem é Quem" foi tema de programa inteiramente dedicado a ele, pelo Canal Brasil, apresentado por Charles Gavin; e de livro escrito pelo produtor e músico Kassin.
O álbum seguinte, "Lugar comum" (1975), pela Philips, dá sequência ao Donato vocalista, com a maior parte do repertório formado por ex-temas instrumentais. Há parcerias com Caetano Veloso ("Naturalmente"), Gutemberg Guarabyra ("Ê menina"), Rubens Confete ("Xangô é de Baê"). Só com Gilberto Gil são oito, entre elas "Tudo tem", "A bruxa de mentira", "Deixei recado", "Que besteira", "Emoriô" e pelo menos dois standards para qualquer antologia da canção popular: a faixa-título e "Bananeira".
No texto que preparou para o lançamento em CD de "Lugar comum", pela Dubas, Donato revisita um certo dia de verão nos anos 1970, na casa de Caetano. Ele se aproximara dos baianos a ponto de fazer a direção musical do show "Cantar", de Gal Costa, registrado em disco no ano anterior: "Tava todo mundo: Maria Bethânia, Gal, Caetano com Dedé e Moreno (...). Eles tinham meus dois discos "Muito à vontade" e "A bossa muito moderna" e eu sempre provocava, desafiando eles a fazer as letras. Quando surgiu essa melodia, o Gil inventou que era "bananeira não sei / bananeira sei lá (...)". Daí eu disse: "quintal do seu olhar". E ele: "olhar do coração. Como se fosse um ping-pong na segunda parte".
Lembram daquela excursão que Donato fez à Europa com João Gilberto, logo depois da primeira temporada americana? Pois foi num vilarejo italiano que a bananeira foi plantada. Donato explicou: "As minhas primeiras letras surgiram a partir desses temas instrumentais já gravados, que eu pensava que não iam ter letra nunca. "Bananeira" era "Villa Grazia", o nome da pousadinha onde a gente ficou em Lucca, na Itália, acompanhando o João Gilberto numa temporada (...). Noventa e nove por cento das minhas músicas instrumentais trocaram de nome, por causa da letra".

### Década de 1990 - 2023
Depois desse período, Donato ficou quase vinte anos sem gravar. O mainstream da época parecia não absorver o que a turma pop começou a enxergar a partir dos anos 1990. A volta de João ao mundo do disco acontece em 1996 (ele lançara apenas o instrumental e ao vivo "Leilíadas", pela WEA, em 1986), com o álbum "Coisas tão simples", produzido por João Augusto, para a EMI. O disco traz "Doralinda", parceria com Cazuza, além de novas colaborações com Lysias ("Fonte da saudade"), Norman Gimbel ("Everyday"), Toshiro Ono ("Summer of tentation").
De lá para cá, Donato lançou seus álbuns sobretudo por diversas gravadoras independentes: Pela Lumiar, de Almir Chediak: "Café com pão" (com o baterista Eloir de Moraes, 1997); "Só danço samba" (1999); os três volumes da coleção Songbook (1999), além de "Remando na raia" (2001), encontro com Emilio Santiago (2003) e o reencontro com Maria Tita (2006). Na Deckdisc,  fez "Ê Lalá Lay-Ê" (2001), "Managarroba" (2002) e o instrumental "O piano de João Donato", produzidos pelo roqueiro Rafael Ramos, além do disco gravado com Wanda Sá (2003).
Pela Biscoito Fino, saíram os encontros instrumentais com Paulo Moura ("Dois panos pra manga", 2006) e Bud Shank ("Uma tarde com", este também em DVD). Pela Biscoito, Donato fez ainda o DVD "Donatural" (2005), onde recebe – em gravação ao vivo no Espaço Sérgio Porto, no Rio – diversas gerações de parceiros: de Gilberto Gil ao DJ Marcelinho da Lua; de Emilio Santiago a Marcelo D2; de Leila Pinheiro a Joyce, com direito a Ângela Rô Rô e o filho Donatinho, fera dos teclados e dos samplers.
Em 2010 ganhou o Grammy Latino de Melhor Álbum de Jazz Latino por Sambolero, lançado originalmente pelo seu próprio selo, Acre Musical. Neste mesmo ano ganhou o Prêmio à Excelência Musical, concedido por votação do Conselho Diretor da Academia Latina do Grammy a artistas que realizaram contribuições criativas de excepcional importância artística no campo da gravação durante suas carreiras.
Pela Mills Records relançou e distribuiu os álbum Bluchanga (2017), Sambolero e Uma Tarde com Bud Shank e João Donato. O álbum Sambolero ganhou uma versão editada em vinil. Bluchanga também ganhou uma versão física, um CD em edição de luxo "digipack".
Em 2016, foi indicado ao Grammy Latino de Melhor Instrumental por seu álbum Donato Elétrico. O disco também foi eleito pela revista Rolling Stone Brasil como o 11º melhor álbum brasileiro de 2016.
Em 2017 lançou com Donatinho um trabalho intitulado Sintetizamor (com o single "A Lei do Amor"), que foi novamente eleito pela Rolling Stone Brasil como um dos melhores do ano, ficando na 16ª colocação.E que em 2018 venceu o Prêmio da Música Brasileira, na categoria Melhor Álbum de Música Eletrônica.
Em 2021 concretizou sua parceria com Jards Macalé através do disco Síntese do Lance, álbum que foi muito bem recebido pelo público e pela crítica. 
João Donato viveu no bairro da Urca, na Zona Sul do Rio de Janeiro. Ele viveu por 24 anos com a jornalista Ivone Belem, com quem casou em 2001. É pai de Jodel, Joana e Donatinho.
Morreu em 17 de julho de 2023, a um mês de completar 89 anos, aos 88 anos de idade, no Rio de Janeiro. O artista enfrentava uma série de problemas de saúde e, estava hospitalizado para tratar uma infecção nos pulmões. Em junho, conforme publicado pelo filho Donatinho, ele esteve internado na Casa de Saúde São José no Rio.

## Discografia
- 1956: Chá Dançante (Odeon)
- 1960: Dance Conosco (Copacabana)
- 1962: Muito à Vontade (Polydor)
- 1963: Sambou, Sambou (Pacific Jazz)
- 1963: A Bossa Muito Moderna de Donato e Seu Trio (Polydor)
- 1963: Bud Shank, Donato e Rosinha de Valença (Elenco) - com Bud Shank e Rosinha de Valença
- 1965: Piano of João Donato - The New Sound of Brazil (RCA Victor)
- 1970: A Bad Donato (Blue Thumb Records)
- 1973: Quem é Quem (Odeon)
- 1973: Donato/Deodato (Muse USA) - com Eumir Deodato
- 1975: Lugar Comum (Philips/Phonogram)
- 1986: Leilíadas - Ao Vivo no People (Elektra)
- 1996: Coisas Tão Simples (EMI Music)
- 1999: Só Danço Samba (Lumiar)
- 2000: Amazonas (Elephant Records)
- 2001: Brazilian Time (Elephant Records)
- 2001: Remando na Raia (Lumiar)
- 2001: Ê-Lalá-Lay-Ê (Deckdisc)
- 2002: Managarroba (Deckdisc)
- 2003: Emílio Santiago Encontra João Donato (Lumiar) - com Emílio Santiago
- 2003: Wanda Sá com João Donato (Deckdisc) - com Wanda Sá
- 2004: João Donato Reencontra Maria Tita (Estúdio Fibra) - com Tita Lobo
- 2005: Donatural - Ao Vivo (Biscoito Fino)
- 2006: João Donato & Paulo Moura - Dois Panos Pra Manga (Biscoito Fino) - com Paulo Moura
- 2007: Uma Tarde com Bud Shank & João Donato (Mills Records) - com Bud Shank
- 2007: O Piano de João Donato (Deckdisc)
- 2007: João Donato & Bud Shank  Ao Vivo no Rio de Janeiro (Acre Music/Urca Filmes/Biscoito Fino) - com Bud Shank
- 2008: Sambolero (Mills Records)
- 2008: Os Bossa Nova (Biscoito Fino) - com Marcos Valle, Carlos Lyra e Roberto Menescal
- 2010: Água (Biscoito Fino) - com Paula Morelenbaum
- 2012: Aquarius (Biscoito Fino) - com Joyce
- 2014: Live Jazz in Rio Volume 1: O Couro tá Comendo (Discobertas)
- 2014: Live Jazz in Rio Volume 2: O Bicho tá Pegando (Discobertas)
- 2016: Donato Elétrico (Selo Sesc)
- 2017: Sintetizamor (Deckdisc) - com Donatinho
- 2017: Bluchanga (Mills Records)
- 2021: Síntese do Lance (Rocinante) - com Jards Macalé
- 2022: Serotonina (Sete Mares)